# Libreville
Libreville ou Librevile é a capital e a maior cidade do Gabão. Oficialmente, sua população é estimada em 703.904 habitantes (estimativa de 2013).

## História
Libreville foi fundada em 1849 por escravos libertos a partir de um navio negreiro chamado Elizier, que serviu como ponto de partida para a colonização francesa no Gabão, de Fort Aumale, e se tornou a capital do Congo Francês, antes de perder esse estatuto em favor de Brazzaville em 1904.
Com uma cena de confrontos em 1941, Libreville, sob administração colonial, foi escolhida para se juntar ao acampamento França Livre em novembro de 1940, os colonos contra o Vichy. A cidade deixou muitos combatentes da liberdade incorporada no L. Force, que mais tarde se tornou a 2ª Divisão Blindada de Marechal Leclerc, onde foi nomeado pelo General de Gaulle, comandante militar do Chade.
Em 1956, Leon Mba foi eleito o primeiro prefeito de Libreville (antes da independência) e, depois, o primeiro presidente da República do Gabão, até sua morte em novembro de 1967. O Gabão proclamou sua independência em 17 de agosto de 1960. Um mausoléu foi erguido em sua memória para Libreville.
Permaneceu uma simples vila até a declaração da independência, Libreville, quando então expandiu-se significativamente, especialmente com as grandes obras da década de 1970 quando o governo lançou uma série de grandes operações: início da construção e comissionamento em serviço de transporte ferroviário Transgabon (1978), um estádio de futebol para sediar os primeiros jogos da África Central (1976), e a construção dos primeiros edifícios da Universidade, em 1970.
Em 1977, a cidade é marcada como o ano negro da ditadura por uma série de assassinatos de opositores políticos e desaparecimentos misteriosos. Foi palco de motins em 1990 (intervenção militar francesa, Operação Tubarão).  Em 2003, Andre Dieudonne Berre foi eleito prefeito de Libreville, sucedendo a Paul Mba Abessole, político de oposição.

## Geografia

Embaixada dos Estados Unidos em Libreville.

### Local
Libreville está situada no estuário do Gabão, na costa noroeste do país. A foz do delta do rio Komo que desemboca no Oceano Atlântico. O Golfo da Guiné banha a periferia no sul, enquanto, no norte, florestas e manguezais prevalecem sobre uma grande área quase desabitada.

### Terreno
Libreville é construída sobre colinas que se estendem até pequenos rios que correm para o estuário do Gabão.

### Clima
| Dados climatológicos para Librevile (1961–1990) | Dados climatológicos para Librevile (1961–1990) | Dados climatológicos para Librevile (1961–1990) | Dados climatológicos para Librevile (1961–1990) | Dados climatológicos para Librevile (1961–1990) | Dados climatológicos para Librevile (1961–1990) | Dados climatológicos para Librevile (1961–1990) | Dados climatológicos para Librevile (1961–1990) | Dados climatológicos para Librevile (1961–1990) | Dados climatológicos para Librevile (1961–1990) | Dados climatológicos para Librevile (1961–1990) | Dados climatológicos para Librevile (1961–1990) | Dados climatológicos para Librevile (1961–1990) | Dados climatológicos para Librevile (1961–1990) |
| Mês                                             | Jan                                             | Fev                                             | Mar                                             | Abr                                             | Mai                                             | Jun                                             | Jul                                             | Ago                                             | Set                                             | Out                                             | Nov                                             | Dez                                             | Ano                                             |
| ----------------------------------------------- | ----------------------------------------------- | ----------------------------------------------- | ----------------------------------------------- | ----------------------------------------------- | ----------------------------------------------- | ----------------------------------------------- | ----------------------------------------------- | ----------------------------------------------- | ----------------------------------------------- | ----------------------------------------------- | ----------------------------------------------- | ----------------------------------------------- | ----------------------------------------------- |
| Temperatura máxima média (°C)                   | 29,5                                            | 30,0                                            | 30,2                                            | 30,1                                            | 29,4                                            | 27,6                                            | 26,4                                            | 26,8                                            | 27,5                                            | 28,0                                            | 28,4                                            | 29,0                                            | 28,6                                            |
| Temperatura média (°C)                          | 26,8                                            | 27,0                                            | 27,1                                            | 26,6                                            | 26,7                                            | 25,4                                            | 24,3                                            | 24,3                                            | 25,4                                            | 25,7                                            | 25,9                                            | 26,2                                            | 25,9                                            |
| Temperatura mínima média (°C)                   | 24,1                                            | 24,0                                            | 23,9                                            | 23,1                                            | 24,0                                            | 23,2                                            | 22,1                                            | 21,8                                            | 23,2                                            | 23,4                                            | 23,4                                            | 23,4                                            | 23,3                                            |
| Chuva (mm)                                      | 250,3                                           | 243,1                                           | 363,2                                           | 339,0                                           | 247,3                                           | 54,1                                            | 6,6                                             | 13,7                                            | 104,0                                           | 427,2                                           | 490,0                                           | 303,2                                           | 2 841,7                                         |
| Dias com chuva                                  | 17,9                                            | 14,8                                            | 19,5                                            | 19,2                                            | 16,0                                            | 3,7                                             | 1,7                                             | 4,9                                             | 14,5                                            | 25,0                                            | 22,6                                            | 17,6                                            | 177,4                                           |
| Umidade relativa (%)                            | 86                                              | 84                                              | 84                                              | 84                                              | 84                                              | 81                                              | 81                                              | 81                                              | 84                                              | 87                                              | 87                                              | 86                                              | 84                                              |
| Dias de sol                                     | 175,2                                           | 176,8                                           | 176,9                                           | 176,8                                           | 159,5                                           | 130,6                                           | 119,2                                           | 90,4                                            | 95,9                                            | 112,9                                           | 134,6                                           | 167,8                                           | 1 716,6                                         |
| Fonte: NOAA                                     |                                                 |                                                 |                                                 |                                                 |                                                 |                                                 |                                                 |                                                 |                                                 |                                                 |                                                 |                                                 |                                                 |

## Demografia
A capital do Gabão tem mais de um terço dos habitantes do país. Seu crescimento populacional é relativamente rápido e descontrolado, a infraestrutura urbana não segue um ritmo de nova construção. Libreville é uma cidade cosmopolita que combina todos os grupos étnicos do Gabão, os imigrantes da África Central e Ocidental (incluindo Nigéria e Benim), europeus, libaneses, marroquinos e uma parte da população asiática de origem chinesa. As pessoas mais pobres vivem em favelas conhecidas como "embotamento".

## Economia
Libreville é também um importante centro de comércio de madeira (folheada principalmente) na sub-região da África Central. Tem um importante porto e uma zona industrial localizada na periferia sul de Libreville. Ela hospeda infraestrutura de recursos minerais importantes, portos e indústrias. A porta de produção de minério de exportações de manganês superior administra o transporte ferroviário de Transgabon. Para além do governo central, a capital do Gabão consiste de muitas atividades de serviços. Mont-Bouet é o maior mercado do país, com suas centenas de comerciantes de varejo. Existem, no entanto, dois grandes hipermercados, um chamado Mbolo e da ceca gigante.

## Educação
Libreville é o lar de duas das três principais universidades do país, incluindo a mais antiga, a Universidade de Omar Bongo, Que reúne milhares de estudantes.
O sistema de ensino no Gabão é diferente: na verdade não há bastantes escolas profissionais ou centros de treinamento. Além disso, os negócios não são bastante valorizados.

## Saúde
Há, na cidade, o Complexo Hospitalar Jeanne BORI, várias clínicas e o Hospital Hosts Omar Bongo Ondimba, que serve a população, proporcionando o acesso decente ao atendimento médico.

## Turismo
Alguns edifícios são interessantes para descobrir como são as colunas da Igreja de Saint-Michel N'kembo. Há poucos edifícios da era colonial no centro da cidade, como o Museu Nacional de Artes e Tradições do Boulevard beira-mar, além das instalações da Catedral de Sainte Marie, que continua a ser a principal missão do Bispo Rémi Bessieux Gabão. O Tourefois Libreville sofreu bastante com a especulação imobiliária relacionados com o petróleo dos anos 1970 e 80, e perdeu praticamente toda a sua identidade histórica e arquitetônica. A cidade é conhecida pelas suas praias de Sabliere, a Tropicana, cabos de Esterias ou Pointe Denis (na frente de Libreville), que atraem muitos turistas.
No entanto, apesar de ser um perfeito cartão-postal, Libreville não é uma cidade turística, em comparação com algumas cidades, como Dakar e Nairóbi.

## Aeroporto
Libreville abriga também o principal aeroporto do Gabão, o Aeroporto Internacional Libreville Leon M'ba. A construção de um segundo aeroporto é planejado. A base Militar francesa é permanentemente ocupada pelo BIMA 6 (Camp De Gaulle) e está localizado ao norte da capital do Gabão, e a Airbase 01 (Airborne base militar do Gabão).